# HMS Gladiator
El HMS Gladiator fue un crucero protegido de segunda clase de la Marina Real Británica, botado el 8 de diciembre de 1896 en Portsmouth, Inglaterra. Pertenecía a la clase Arrogant, con un desplazamiento de 5.750 toneladas largas (5.840 t) y una tripulación de 250 oficiales y hombres. Tenía tres chimeneas distintivas en el centro del buque y un llamativo puente a proa.

## Hundimiento
El 25 de abril de 1908, durante una tormenta de nieve frente a la isla de Wight, el HMS Gladiator se dirigía a puerto cuando chocó contra el vapor estadounidense SS Saint Paul. La visibilidad se reducía a 730 m, pero las fuertes mareas y los vientos huracanados obligaron a ambos buques a mantener altas velocidades para conservar el rumbo.
Los vigías de cada buque vieron el peligro que se acercaba a Hurst Point. El buque estadounidense intentó pasar a babor, el procedimiento habitual en una situación así. Al carecer de espacio para la maniobra, el capitán William Lumsden optó por virar en la dirección opuesta, lo que aseguró la colisión. Ambos buques intentaron frenar, pero los dos eran excepcionalmente pesados (el Saint Paul se construyó para reconvertirlo en crucero en tiempos de guerra). Chocaron a unos 3 nudos (5,6 km/h; 3,5 mph). El Saint Paul golpeó al Gladiator justo a popa de su sala de máquinas.

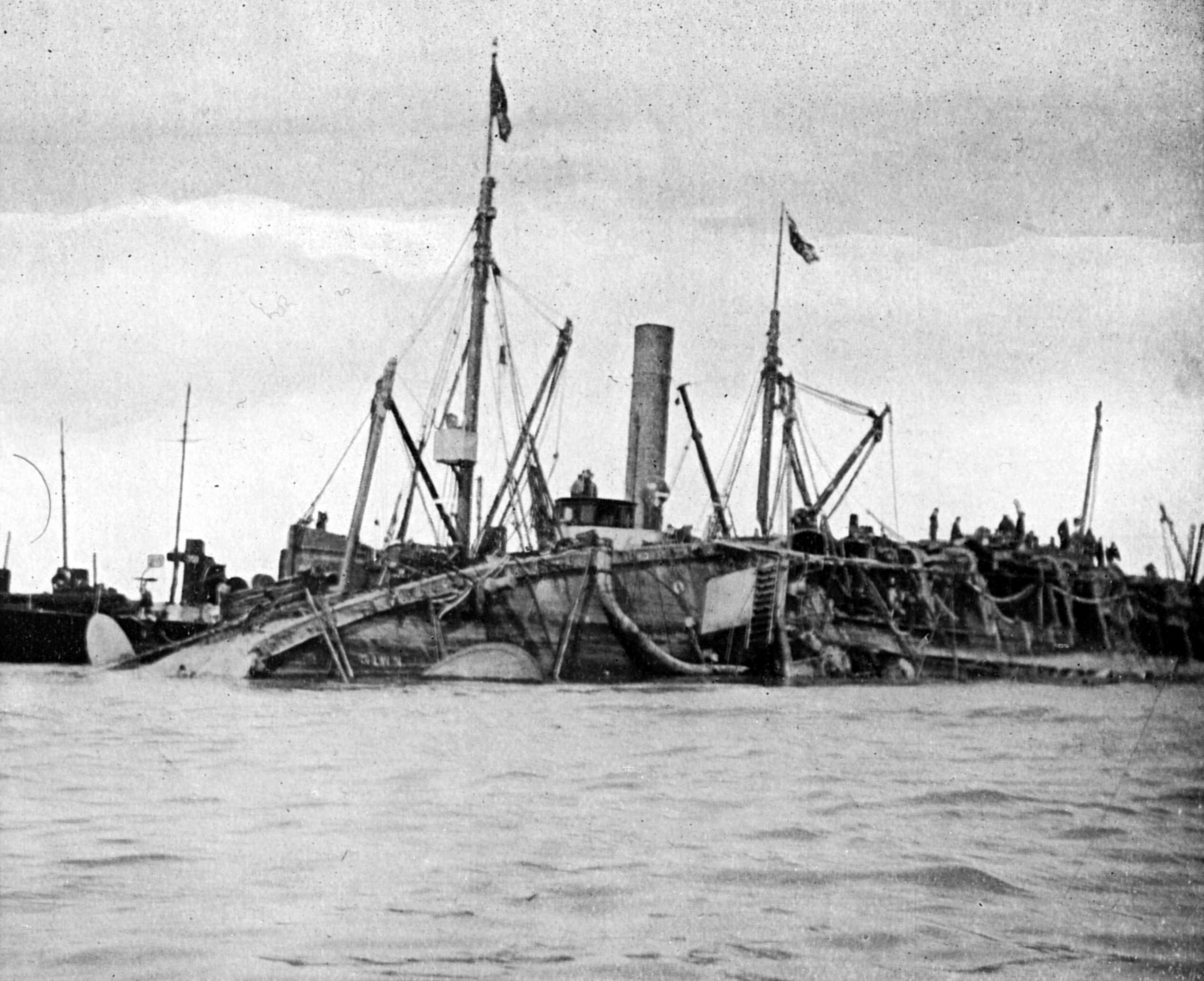
Reflote del HMS Gladiator

El golpe de refilón desgarró los costados de ambos buques. El buque de guerra británico naufragó de inmediato o encalló en la boya de Black Rock, frente a la isla de Wight, mientras que el estadounidense pudo mantenerse a flote y lanzar botes salvavidas. Varios hombres también fueron salvados por los Ingenieros Reales del cercano Fuerte Victoria. En total se perdieron 28 marineros, pero sólo se recuperaron tres cadáveres.
El Gladiator se hundió por estribor en aguas poco profundas cerca del Fuerte Victoria. Los trabajos de salvamento comenzaron casi de inmediato, pero se tardó más de cinco meses en adrizar el barco, reflotarlo y remolcarlo de vuelta a Portsmouth. La operación costó 64.000 libras esterlinas y otras 500 para ponerlo en condiciones de navegar, pero como el diseño del barco se consideraba obsoleto, se desguazó en lugar de repararlo. El Gladiator se vendió a una empresa holandesa por sólo 15.000 libras.
Un tribunal de investigación amonestó al capitán Lumsden en julio de 1908, pero declaró al Saint Paul responsable de la colisión. Sin embargo, cuando el Almirantazgo demandó a los propietarios del transatlántico, un alto tribunal declaró responsable al Gladiator.